# Nacho Mañó
Ignacio "Nacho" Mañó Guillén (Valencia; 20 de julio de 1963) es un cantautor, músico y productor musical español. Es conocido especialmente por su carrera dentro del grupo Presuntos Implicados. Desde 2009 comparte un proyecto musical con su esposa "Nacho Mañó y Gisela Renes" Es también un productor, bajista, guitarrista, programador, autor de canciones y adaptador al castellano.

## Biografía
Nació en Valencia (1963). Considerado uno de los productores más laureados y premiados del panorama musical español. Compositor de numerosas canciones de éxito, arreglista, adaptador y bajista, ha trabajado en proyectos de gran relevancia tanto nacionales como internacionales, que le han llevado entre otros galardones a obtener un Grammy por su trabajo como productor de Armando Manzanero en 2001.

## Experiencia Pedagógica
- Dirección del taller de Producción Musical de la SGAE 2006, 2007 y 2008.
- Master-Class “La figura del Productor Musical” en el Conservatorio profesional de música de Utiel 2007, 2008 y 2009.
- Ponente del I Congreso Internacional de Música sobre el tema de la “Producción Musical en España”.
- Master-Class sobre la composición y Producción Musical en la academia de Operación Triunfo (Barcelona 2005).

Febrero de 2020 edita "El Método 5-1-3 de Nacho Mañó" un método de armonía sin solfeo  para guitarristas basado en la geometría del instrumento.

## Producciones discográficas
(*Disco de Oro/**Disco de Platino)
- Presuntos Implicados: “De Sol a Sol” 1987 *, “Alma de Blues” 1989 **3, “El Pan y la Sal” 1994 **2 / Ondasx2, “La Noche” 1995 **2, “Ser de Agua” 1991 **5 / Ondas, “Siete” 1997 **, “Versión Original” 1999 **2 / Amigo, “Gente” 2001 **/P.Música, “Postales” 2004 *, “Será” 2008, “Banda sonora” 2011.
- Alejandro Sanz: “Si tú me miras” 1993 **6, “Básico” 1994 **4
- Armando Manzanero: “Duetos” 2000 **6/Grammy, “Duetos 2” 2002 *, “Todos los Duetos” 2005, Tania Libertad y Armando Manzanero 2009
- Lolita: Lolita “Lola, Lolita, Lola” 2001 *, Lolita “Lola, Lolita, Dolores” 2002
- Los Inhumanos: “30 hombres Solos” 1989 **3, “No Problem” 1990 **
- Ximo Tébar: ”Anís del Gnomo” 1990, “Embrujado” 2003 "Con Alma and United" 2019
- Revólver: “Si no hubiera que correr” 1992 *
- La Caramba: “La Caramba y el Caray” 1996
- La Barbería del Sur: “Arte Pop” 1998, “Una noche en el Séptimo” 2000
- Las Chamorro:“Llovió el amor” 1999
- Joan Améric: “Obert” 1999
- Niurka Curbelo: “Todo Podría Cambiar” 2000
- Clara Montes: “Canalla p´a bien” 2001
- Manu Guix: “De Cabeza” 2003
- Nuria Fergó: “Locura” 2003 *
- Seguridad Social: “Puerto Escondido” 2005, “Arriba los Corazones” 2005, “25 años de R&R” 2007
- Clara Montes: “Como yo te amé” 2005
- Niña Pastori: “Joyas Prestadas” 2006 **
- Vicente Seguí: “Gardel Mediterráneo” 2006
- Negri: “La calidad” 2007
- Santiago Cruz: “Cruce de caminos” 2009 (** Colombia), “DVD cruce de caminos en vivo” 2011. " A quien corresponda" 2012. "Equilibrio" 2014
- Francisco: “Grandes canciones italianas” 2009
- Elíes Moncholí: “La luz de Itaca” 2009 "Odissea: el Viatge de Ningú" 2018
- Playa Limbo: “Año perfecto” 2009
- Eba Peransi: "Es por alma" 2010 "Evadirse" 2019
- Carme Juan: “Ocupas mi pensamiento” 2010
- Carolina Frozza: "Espíritu Libre" 2011
- Flavio: "Calma" 2020

Nacho Mañó y Gisela Renes "Canto Rodado de Chico Buarque"2012 "Tonada de Luna Llena" 2016
David Cavazos "A ti" 2013
Maia "Instinto" 2012"
Tania Libertad "Tania Libertad-Manzanero a tres pistas" 2013
Sasha Sokol "11:11" 1997
Gustavo Almeida "Vértice" 2019
Carlos Henry "Primer acto" 2014
Nanda "Tu amanecer" 2016
Valentina López "Miénteme" 2015 "Mil Colores" 2016
Pasajeros en tránsito "La vida es un viaje" 2014

## Bandas Sonoras Originales
- “En fuera de Juego” David Marques (BSO) 2011
- “Tombatossals” Manuel J. García (canciones originales) 2012
- "Benidorm mon amour" Santiago Pumarola (BSO) 2016
- "El Bar" Álex de la Iglesia (Música incidental) 2017
- "El Desentierro" Nacho Ruipérez (Músicas incidentales) 2018
- "Bikes: The Movie" Manuel J. García (canciones originales) 2108
- "La Pequeña Suiza" Kepa Sojo (BSO) 2019
- "El Cover" Secun de la Rosa (BSO) 2020
- "El Juego de las llaves" Vicente Villanueva (BSO) 2022

## Colaboraciones como bajista y guitarrista de estudio
- Mecano: “Quédate en Madrid” 1988, “Sentía” 1991
- Voodoo Child: Album “Vodoo Child” 1992
- Teo Cardalda: Album “Uno” 1995
- Golpes Bajos: Album “Vivo” 1998
- Cómplices: Album “Cómplices” 2000
- La Barbería del Sur: “No lo supo Sentir” 2002
- Miguel Bosé: “Te digo amor” 2002
- Cómplices: Album “A veces” 2002
- Varios Artistas: “Homenaje a Jeros” 2002
- Sole Giménez: “Malos tiempos…” 2003
- Ketama: “Dame la mano” 2004
- Sin Bandera: “Puede Ser” 2004
- Niña Pastori: “Joyas Prestadas” 2006
- Fábula: “Crisálida” 2006

## Adaptaciones de canciones al español
- Eros Ramazzotti: “Donde hay música” (1996), “Dove C'è Musica” / “Donde hay música”, “Stella Gemella” / “Estrella Gemela” (PREMIO BMI año 1998), “Più Bella Cosa” / “La cosa más bella”, “L'Aurora” / “La Aurora”, “Lettera Al Futuro” / “Carta al futuro”, “Io Amerò” / “Amaré”, “Questo Immenso Show” / “Este inmenso show”, “Quasi Amore” / “Casi Amor”, “Yo Sin Ti”, “Lei Però” / “Pero ella”, “L'Uragano Meri” / “Huracán Meri”, “Buona Vita” / “Buena vida”.

- Kid Abelha – “Español” (1997)

- Eros Ramazzotti - “Eros Live” (1998) “Cose Della Vita” / “Cosas de la vida”, “Cuánto amor me das”
- Eros Ramazzotti - “Estilo libre” (2000) “Fuoco Nel Fuoco” / Fuego en el Fuego, “Un Angelo Non E' “/ “Un Angel No Es”, “L'Aquila E Il Condor” / “El Águila y el Cóndor”, “Il Mio Amore Per Te” / “Mi Amor Por Ti”, “E Ancor Mi Chiedo” / “Quiero Saberlo”, “Improvvisa Luce Ad Est” / “Y en el Este Una Luz”, “Amica Donna Mia” / “Mujer Amiga Mía”, “Per Me Per Sempre” / “Para Mi Será Por Siempre”
- Eros Ramazzotti - 'Perfecto' (2015): "Alla fine del mondo" / Al fin del mundo, "Il tempo non sente ragione" / El tiempo no atiende a razones, "Perfetto' / Perfecto, "Sogno N3" / Sueño N3, "Sbandando" / Girando, "Un'altra estate" / Aquel verano, "L'amore è un modo di vivere" / El amor es un modo de vivir, "Sei un pensiero speciale" / Una idea especial, "Tra vent'anni", Tras veinte años, "Buon Natale (se vuoi)" / Feliz Navidad (Si tú quieres), "Rosa nata ieri" / Flor nacida ayer, "Vivi e vai" / Vívela, "Tu gelosia" / Los celos, "Il viaggio" / El viaje.

- Lucio Dalla - “Canzone” (1996), “Canzone” / Canción, “Cosa vuol dire una lacrima” / “Qué significa una lágrima”

- Spice Girls – “Spice” (1997), “2become1” / “Seremos uno los dos”

- Gary Barlow – “Open Road” (1998), “So help me girl” / “Ayúdame”

- Só para Contrariar – “SPC” (1998), “Depois do prazer” / “Cuando acaba el placer” (PREMIO BMI año 2001), “Quando e amor” / “Cuando es amor”, “Amor verdadeiro” / “Amor verdadero”
- Só para Contrariar – “Juegos de amor” (1999), “Fazendo paixao” / “Haciendo Pasión”

- Sandy & Junior – “Sandy & Junior” (2002), "Love Never Fails" / “El amor no fallará”, “Whenever you close your eyes” / “Tan dentro de ti”

## Otros trabajos musicales
- Mecano - Gira Descanso Dominical (1988-89)
- Ramiro Segrelles, gira (1978)
- Juan Bau, composiciones del álbum “¿A qué jugamos hoy?”(1983)
- Francisco (Frango) giras (1979-80)
- Paco Muñoz, giras (1985-88) y grabaciones (1986-2005).
- Lluis Miquel, la grabación del álbum “Silenci, Gravem” (1986).
- Ximo Tébar en diferentes formaciones (1985-1987)
- Enric Murillo, co-arreglista, músico de sesión en sus producciones y especialmente como integrante de su proyecto “La Quorantamaula”(1986)
- Joshua Edelman “Con Alma” Latin Jazz (1982-1984)
- Sonora Latina (1986-1988)
- Dirección Musical del espectáculo “Cést la vie” para la Compañía de repertorio Contemporáneo (2007).
- Música del Cortometraje “Palabras y Puños” para Nemo Producciones (2007)
- Música original para el Spot Special Olympics Castellón 2008
- Arreglos y producción Tema original de la Serie de TV “L´Alquería Blanca”
- Composición y dirección musical del “Himno a la solidaridad” para la Consellería de Solidaridad y ciudadanía de la Comunidad valenciana 2009- 2010.

Dirección musical del Musical "Azotéame" 2016
Dirección musical del espectáculo "Bravo Nino" 2019
Dirección musical del espectáculo "Nino Bravo 40 anys" 2013
Dirección musical del musical "Festa Major" 2013